# Adventure!
Adventure! é um RPG de ação impresso pela White Wolf Game Studio, o terceiro e último livro da séries de jogos do Universo Trinity. O jogo foi impresso em preto e branco em papel envelhecido para lembrar as impressões antigas e supostamente em volume único; não existem expansões oficiais do jogo. Embora o jogo tivesse um bom público, a série Universo Trinity foi descontinuada logo depois da publicação do jogo. Uma versão em d20 foi lançada em 2004, mas também não teve seguimento. Em 2002, Adventure! ganhou o Origins Award como melhor RPG de 2001. 

## Cenário
O jogo se passa nos anos 1920 e portanto no início da linha do tempo do Universo Trinity. A emissão de uma energia telúrica desconhecida levou ao aparecimento de vários indivíduos com habilidades especiais, os quais podem mudar o futuro do mundo. A Sociedade Aeon para Cavalheiros, fundada pelo filantropo Maxwell Mercer, está tentando reunir esses indivíduos "inspirados" e ajudá-los, para o bem de toda a humanidade. Há três arquétipos ("classes de personagens"):
- Destemidos ("Daredevils", em inglês) - os seus poderes provêm da sorte e das habilidades.
- Mesmeristas ("Mesmerists", em inglês) - com o domínio de poderes mentais, eles são os precursores dos Psiônicos de Trinity.
- Vibrantes ("Stalwarts", em inglês) - capazes de feitos sobre-humanos, eles são os precursores dos Novas de Aberrant.

## Sistema do jogo
Adventure! usa uma versão bem livre e flexível do Sistema Storyteller da White Wolf. O jogo acrescenta três particularidades ao Sistema Storyteller: Perícias ("Knacks", em inglês), Inspiração ("Inspiration", em inglês) e Superciência ("Super-Science", em inglês).

### Perícias
As Perícias são poderes que diferenciam os aventureiros e vilões dos seres humanos normais.
- Os poderes heroicos aumentam as habilidades naturais de um ser humano, mas não se tornam sobrenaturais. Elas seriam, por exemplo, reflexos extremamente rápidos, resiliência muito alta ou visão excepcionalmente aguçada.
- Os poderes psíquicos controlam a mente e podem ser telecinese, telepatia e controle mental.
- Os poderes dinâmicos são mais relacionados a super-heróis, como voar, força excepcional e resistência sobrenatural.

### Inspiração
A Inspiração é usada para ativar as Perícias, ela pode alterar um evento aumentando o número de dados que você lança para realizar uma ação ou ganhando mais intuição para realizar aquele evento. Há três aspectos e características associadas à Inspiração, cada uma com suas vantagens:
- Intuitivo - Reações rápidas e melhor agilidade mental.
- Refletivo - Paciência aumentada e bônus em ações de longa duração.
- Destrutivo - O conceito de dano e dano extra.